# ميدل أوف أونر: باسفيك أسولت
ميدل أوف أونر: باسفيك أسولت (بالإنجليزية: Medal of Honor: Pacific Assault)‏، هي لعبة فيديو أمريكية، من تطوير إي أيه لوس أنجلوس، ومن نشر إلكترونيك آرتس، صدرت اللعبة في الأسواق سنة 2004، وتعمل حصرياً لمنصة مايكروسوفت ويندوز.